# Vitória Frate
Vitória Frate Paranhos (Río de Janeiro, 20 de mayo de 1986) es una actriz y artista plástica brasileña.

## Biografía
Su debut cinematográfico fue en 2008 en la película Era Uma Vez.... Al año siguiente actuó en la telenovela Caminho das Índias interpretando a la hija rebelde de Silvia y Raúl, Julia. En 2010, Frate actuó en el serie de televisión Bicicleta con Melancia, jugando Diana, y también protagonizó la segunda temporada de la serie en 2011. 
En 2012 Vitória comenzó a dedicarse a las bellas artes, en 2014 protagonizó el sitif Só Garotas, y en el mismo año extendió varias de sus obras lúdicas en lienzos y paredes en el Río de Janeiro y São Paulo y ciudades de todo el mundo como Lisboa y Berlín. Su primera exposición individual tuvo lugar en 2015.
En 2016 expuso la muestra "Vitória Frate em 14 capítulos" en el Centro de Exposições Dom Quixote en Río, en el que exploró una mirada intrigante y singular a las multitudes.
En 2018, Frate hizo su primera exposición de arte en Lisboa titulada "Nau", en el Espaço Espelho D'água. Un proceso de estudio abierto donde Vitória desarrolló las pinturas en el ojo público.

## Vida personal
Frate estaba casada con el actor Pedro Neschling, con quien tuvo una hija Carolina Frate Neschiling, nacida el 18 de mayo de 2017. La pareja se divorció en mayo de 2020.

## Filmografía
| Año  | Título                   | Personaje              | Refs.                |
| ---- | ------------------------ | ---------------------- | -------------------- |
| 2009 | Caminho das Índias       | Júlia Cadore (Julinha) | [ 12 ] [ 13 ] [ 14 ] |
| 2010 | Bicicleta com Melancia   | Diana                  | [ 15 ]               |
| 2011 | Bicicleta com Melancia 2 | Diana                  | [ 15 ]               |
| 2014 | Só Garotas               | Fernanda               | [ 16 ]               |

| Año  | Título         | Personaje |
| ---- | -------------- | --------- |
| 2008 | Era Uma Vez... | Nina      |
| 2010 | Léo e Bia      | Perra     |

## Teatro
| Año  | Título                                                 | Refs.                |
| ---- | ------------------------------------------------------ | -------------------- |
| 2010 | Estragaram todos os meus sonhos, seus cães miseráveis! | [ 18 ]               |
| 2011 | Alguem Acaba de Morrer Lá Fora                         | [ 19 ]               |
| 2012 | Como Nossos Pais                                       | [ 20 ] [ 21 ] [ 22 ] |
| 2013 | A Hora do Poço ou a Boca do Céu                        | [ 23 ]               |